# Thromboplastine
La thromboplastine est un facteur de coagulation, désigné par le chiffre romain III (facteur III), nécessaire à l'activation de la voie extrinsèque de la coagulation.
La thromboplastine active le facteur VII en présence de calcium (facteur IV) pour aboutir au facteur VII activé (VIIa) capable d'activer le facteur X. Ceci constitue l'étape qui initie la formation de prothrombinase qui donne la thrombine, elle-même transforme le fibrinogène en fibrine qui est nécessaire à la stabilisation du clou plaquettaire formé initialement par l'hémostase primaire. Ainsi, la thromboplastine, en étant un facteur tissulaire, est déterminante en cas de lésion tissulaire pour déclencher cette cascade de réactions visant à mettre fin au saignement.
Pour explorer cette voie de coagulation, on utilise in vitro un réactif contenant une thromboplastine humaine recombinante appelée thromboplastine calcique. Ceci permet de calculer le temps de Quick TQ (ou encore taux de prothrombine TP) exprimé en secondes mais souvent en pourcentage (rapport de TQ du malade/TQ du témoin).
Le temps de Quick est le temps de coagulation en présence d'excès de thromboplastine (et donc par activation de la voie extrinsèque), qui constitue un outil précieux pour explorer les troubles de coagulation et surveiller les malades sous antivitamines K.
Pour pallier les divergences de résultats régies par les différences des réactifs utilisés, une standardisation a été créée pour que les résultats des temps de Quick soient uniformes quel que soit le laboratoire et quelle que soit la thromplastine utilisée.
Ainsi, on attribue à chaque réactif un INI qui est un facteur de puissance du rapport des temps de Quick du malade et du témoin. On appelle INR (« international normalised ratio ») le résultat obtenu, et c'est la valeur de cet INR qui est contenu dans des intervalles définissant les objectifs du traitement anticoagulant.